# Трусколяси-Ляхи
Трусколяси-Ляхи (пол. Truskolasy-Lachy) — село в Польщі, у гміні Соколи Високомазовецького повіту Підляського воєводства.
Населення — 101 особа (2011).
У 1975-1998 роках село належало до Ломжинського воєводства.

## Демографія
Демографічна структура станом на 31 березня 2011 року:
|          | Загалом | Допрацездатний вік | Працездатний вік | Постпрацездатний вік |
| -------- | ------- | ------------------ | ---------------- | -------------------- |
| Чоловіки | 46      | 8                  | 27               | 11                   |
| Жінки    | 55      | 15                 | 24               | 16                   |
| Разом    | 101     | 23                 | 51               | 27                   |